# Christoffel Jegher
Christoffel Jegher ou Christophe Jegher, né vers 1596 et mort vers 1652, est un graveur flamand, dont la famille est originaire de la province de Silésie, il est actif à Anvers au XVIIe siècle.

## Biographie
À partir de 1625, Christoffel Jegher travaille comme artisan xylographe dans l'imprimerie dirigée par Christophe Plantin à Anvers. Il exécute des illustrations de livres, des ornements et des gravures sur bois aux thèmes religieux chrétiens.
En 1627-1628, Jegher est admis dans la Guilde anversoise de Saint-Luc comme graveur sur bois. Il est présumé qu'il imite alors la manière de Christoffel van Sichem l'Ancien.
En 1630, il est présent dans l'atelier de Pierre Paul Rubens en tant que graveur sur bois et à partir de 1633, la collaboration entre Rubens et Jegher s'intensifie, et le style de Jegher gravant sur bois plusieurs œuvres importantes que le maître flamand se propose de publier se modifie profondément. Réalisées sous l'œil attentif de ce dernier, elles sont exécutées avec une grande virtuosité et créent une illusion de dessin à la plume.

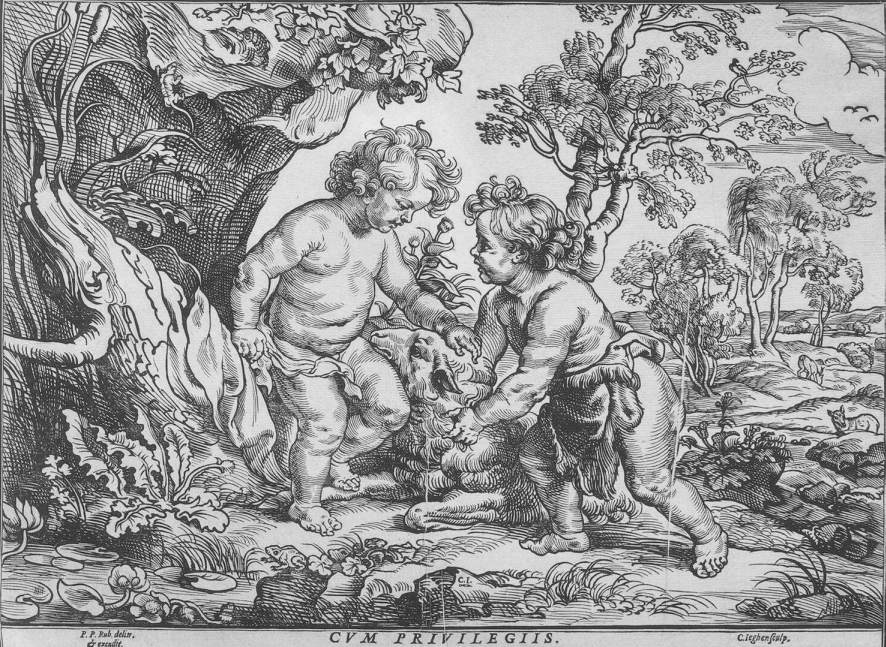
Jésus et Saint Jean-Baptiste enfants.
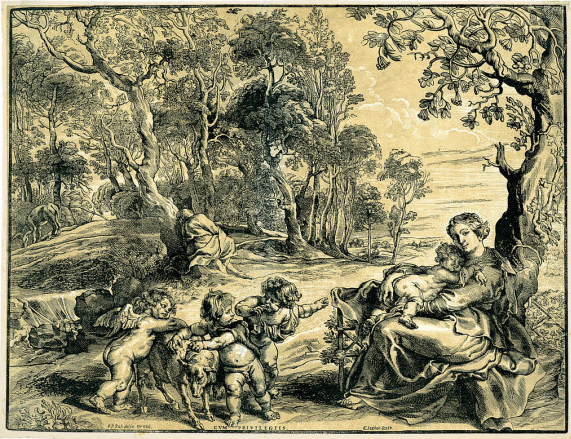
Repos en Égypte.
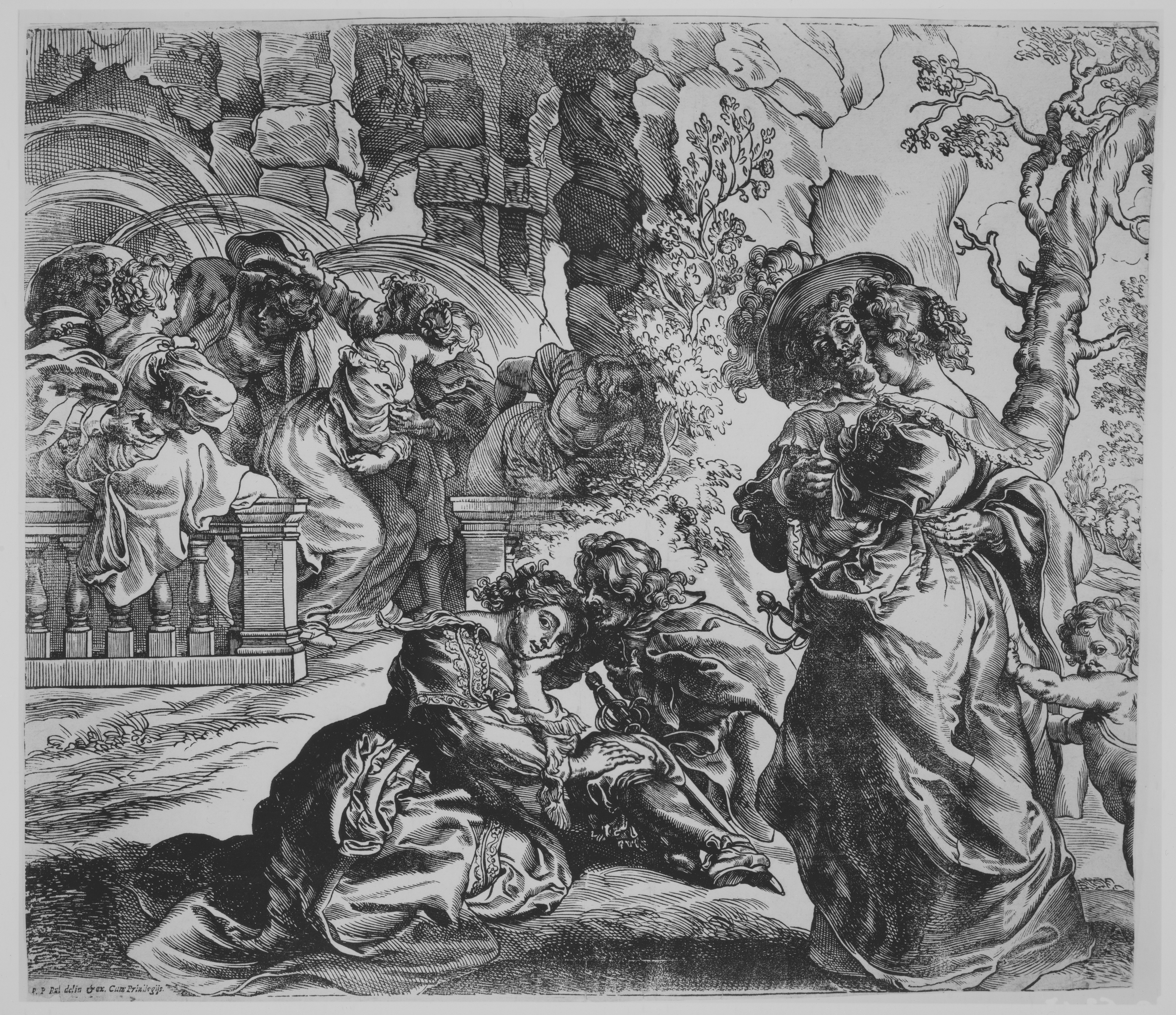
Le Jardin d'Amour, (panneau gauche).
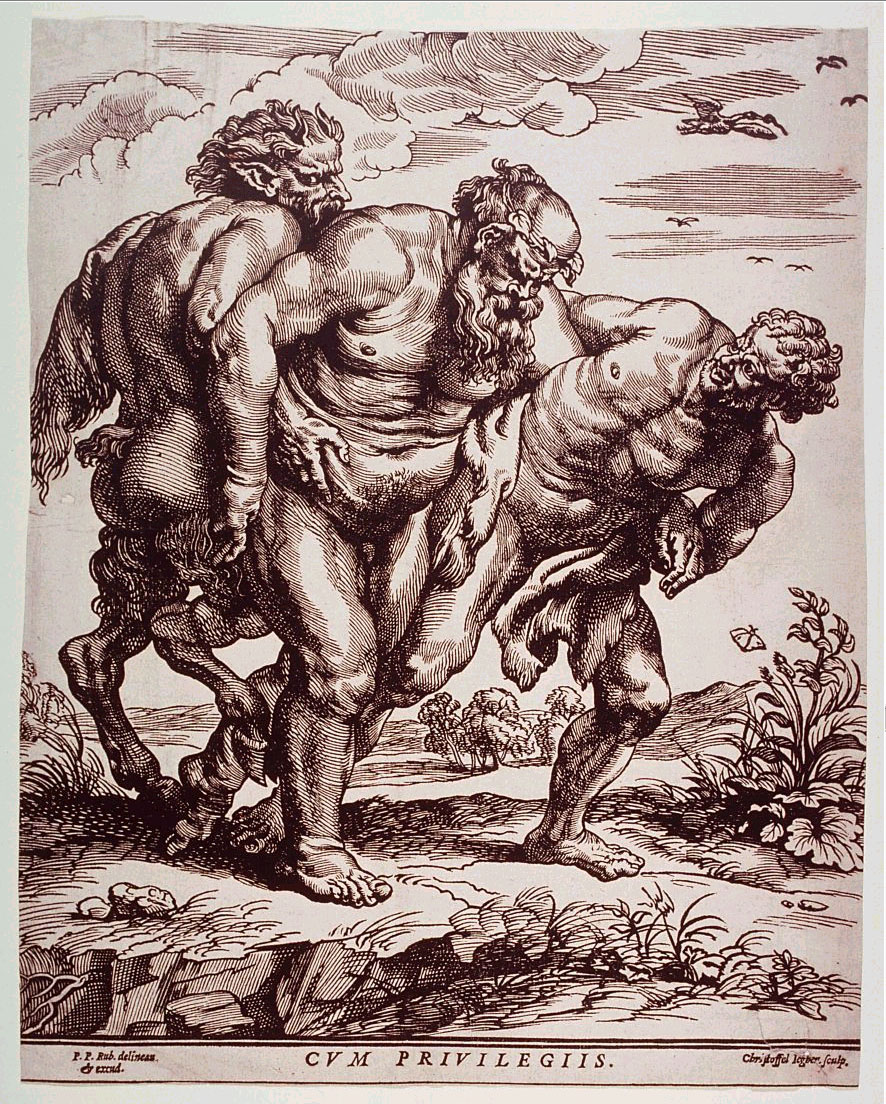
La marche de Silène.

À partir de 1630, Christoffel Jegher produit également une série de gravures sur bois à partir de dessins d'Erasmus Quellinus et  de Frans Francken I. Son fils Jan Christoffel Jegher poursuit la tradition et grave des œuvres d'Antoine Sallaert.